# استافورا
استافورا (به انگلیسی: Staffora) رودی است که در ایتالیا جریان دارد.